# Інтеграл Абеля
Інтеграл Абеля — інтеграл від алгебричної функції вигляду:
{\displaystyle A=\int \limits _{z_{0}}^{z_{1}}R(z,w)dz~~~(1),}
де {\displaystyle R(z,w)} — будь-яка раціональна функція від змінних {\displaystyle z} і {\displaystyle w}, пов'язаних алгебричним рівнянням
{\displaystyle F(z,w)=a_{0}(z)w^{n}+a_{1}(z)w^{n-1}+\cdots +a_{n}(z)=0~~~(2).}
з цілими раціональними за {\displaystyle z} коефіцієнтами {\displaystyle a_{j}(z),j=0,1,\cdots ,n}. Рівнянню (2) відповідає компактна
ріманова поверхня {\displaystyle F}, що у {\displaystyle n} шарів покриває сферу Рімана, на якій {\displaystyle z,w}, а відповідно, і {\displaystyle R(z,w)}, що розглядаються як функції точки поверхні {\displaystyle F}, однозначні.
Нехай функція {\displaystyle w} задається рівнянням
{\displaystyle w^{2}=z^{3}+pz+q,}
де правий поліном не має кратних коренів. У цьому випадку функція {\displaystyle A_{w}}  є еліптичним інтегралом. Вона визначена із точністю до {\displaystyle mv_{1}+nv_{2},} де {\displaystyle v_{1},v_{2}} - пара комплексних чисел, {\displaystyle m,n} - цілі. множина чисел типу {\displaystyle mv_{1}+nv_{2}} утворює ґратку {\displaystyle \Gamma \subset \mathbb {C} .} Таким чином, із еліптичним інтегралом пов'язаний тор {\displaystyle \mathbb {C} /\Gamma .}
Рівняння задає на площині {\displaystyle \mathbb {C} ^{2}=\{(z,w)\}.} Якщо доповнити {\displaystyle \mathbb {C} ^{2}} до проективного простору {\displaystyle \mathbb {P} ^{2}=\mathbb {P} ^{1}c,} додавши нескінченно віддалену пряму і замкнувши її у {\displaystyle \mathbb {P} ^{2},} отримаємо неособливу замкнену криву {\displaystyle E\subset \mathbb {P} ^{2}} (тобто компактну ріманову поверхню), еліптичну криву, яка є ізоморфною {\displaystyle \mathbb {C} /\Gamma .} Нехай маємо еліптичну функцію Вайєрштрасса:
{\displaystyle \wp _{E}(z)={\frac {1}{z^{2}}}+\sum _{w\in \Gamma \setminus \{0\}}\left[{\frac {1}{(z-w)^{2}}}-{\frac {1}{w^{2}}}\right].}
Вона є мероморфною функцією із ґраткою періодів {\displaystyle \Gamma .} Її похідна і вона сама пов'язані рівнянням
{\displaystyle (\wp ')^{2}=4\wp ^{3}-g_{2}\wp -g_{3},}
для декотрих констант {\displaystyle g_{2},g_{3},} які залежать від гратки {\displaystyle \Gamma .} Таким чином, {\displaystyle z\rightarrow (\wp (z),\wp '(z))} є мероморфним відображенням {\displaystyle \mathbb {C} /\Gamma } на компактифікацію {\displaystyle E'\subset \mathbb {P} ^{2}} кривої, заданої на комплексній площині. Проективні криві {\displaystyle E,\,\,E'} є ізоморфними.
Досліджуючи абелеві функції, Ріман зконструював поверхні (криві {\displaystyle g}) за допомогою розрізів та зклеювань на комплексній поверхні. Нехай {\displaystyle H^{1,0}}є простором голоморфних 1-форм на компактній рімановій поверхні {\displaystyle X_{(g)}} із базисом {\displaystyle \omega =(\omega _{1},...,\omega _{g}).} Також нехай {\displaystyle \beta =(\beta _{1},...,\beta _{2g})} є базисом у просторі 1-гомологій {\displaystyle H_{1}(X,\mathbb {Z} )\simeq \mathbb {Z} ^{2g}} на {\displaystyle X}. Тоді
{\displaystyle \Omega _{ij}=\int _{\beta _{i}}\omega _{i}}
є періодами на {\displaystyle X}. Вони утворюють матрицю {\displaystyle \Omega ={\begin{vmatrix}\Omega _{ij}\end{vmatrix}}} періодів, яка залежить від вибору базисів у {\displaystyle H_{1}(X,\mathbb {Z} )} та {\displaystyle H^{1,0}.} Ці періоди дозволяють відтворити криву {\displaystyle X}.